# Diplomys caniceps
Espèce
Statut de conservation UICN

 DD  : Données insuffisantes
Le Rat épineux à tête grise (Diplomys caniceps) est une espèce de rongeurs de la famille des Echimyidae. Ce rat épineux est localisé en Colombie et en Équateur.
Cette espèce a été décrite pour la première fois en 1877 par le zoologiste britannique d'origine allemande Albert Günther (1830-1914). 